# Gabriele Lucke
Gabriele Lucke (* August 1970 in Leipzig) ist eine ehemalige deutsche Tennisspielerin.

## Werdegang
Lucke wuchs in Leipzig gegenüber der Tennisanlage der BSG Aufbau Südwest Leipzig (später Leipziger SC) auf. Bei dem Verein begann sie ihre Vereinslaufbahn. Im Alter von 14 Jahren unterbreitete ihr Lennart Bergelin, der auch Björn Borg als Trainer betreut hatte, das Angebot, nach Schweden zu kommen und sie dort zu fördern, was ihr als Bürgerin der Deutschen Demokratischen Republik (DDR) nicht möglich war.
1984 wurde sie DDR-Kindermeisterin, 1987 und 1988 jeweils DDR-Jugendmeisterin. 1989 wurde Lucke als Spielerin der BSG Aufbau Südwest Leipzig DDR-Damen-Meisterin im Einzel, sie bezwang im Endspiel die Seriensiegerin der vorangegangenen Jahre, Grit Schneider, und war mit 18 Jahren die bis dahin jüngste Spielerin, die diesen Titel errang.
Nach dem 1989 bestandenen Abitur nahm Lucke ein Studium im Fach Sportwissenschaft auf. Sie zog nach Bielefeld, wurde als Tennistrainerin tätig und war am Aufbau einer Tennisschule beteiligt. Ihre Leistungslaufbahn im Tennis beendete sie 1996 wegen einer Verletzung, spielte aber im Seniorinnenbereich weiter. In Hamburg wurde Lucke beruflich als Heilpraktikerin tätig. 2011 zog Lucke ins Endspiel der Seniorinnen-Europameisterschaft (Altersklasse Ü40) ein, verlor dort aber gegen Katy Agnelli aus Italien. In den Jahren 2010 (Freiluft) und 2011 (Halle) wurde Lucke Deutsche Tennismeisterin in der Wettkampfklasse Damen 40 sowie 2011 auch Hamburger Meisterin (Halle). Zuvor hatte sie in der Wettkampfklasse Damen 30 als Spielerin des TSV DuWo 08 bereits die Hamburger und die Norddeutsche Meisterschaft gewonnen.